# Jordan Francis
Jordan Francis (Toronto, 10 de maio de 1992) é um ator e cantor canadense, que atuou em filmes como filme Camp Rock e Connor: Um Jovem Espião
.

## Filmografia
| Ano  | Filme                      | Papel               | Notas                                                                         |
| ---- | -------------------------- | ------------------- | ----------------------------------------------------------------------------- |
| 2003 | Save-Ums!                  | Sagu (Custard)      | Por razão desconhecida, ele foi substituído por Grey DeLisle a partir de 2005 |
| 2008 | Camp Rock                  | Barron              | Canta a música "Start the Party"                                              |
| 2010 | Camp Rock 2: The Final Jam | Barron              |                                                                               |
| 2010 | Connor: Um Jovem Espião    | Dave Whynott Wynott |                                                                               |